# Pont Odilon
Le pont Odilon est un pont en béton traversant la rivière du Petit-Tracadie à Gauvreau–Petit-Tracadie, près de Tracadie-Sheila, au Nouveau-Brunswick (Canada). Le pont est emprunté par la route 365. Le pont a une longueur d'environ 200 mètres[réf. nécessaire] mais la majeure partie est en fait une chaussée.